# Dennis Albrethsen
Dennis Albrethsen er en dansk stuntkoordinator og stuntman. Dennis Albrethsen har siden 1988 arbejdet med stunt og stuntkoordinering; i film og tv-branchen, reklamebranchen. Han har desuden bl.a. undervist på Den Danske Filmskole . Udover sit virke som som stuntkoordinator og stuntman er Dennis Albrethsen uddannet og praktiserer som psykolog.
Dennis Albrethsen har som stuntmand/stuntkoordinator været med på film- og tv-produktioner såsom DR´s: Rejseholdet, Livvagterne, Forbrydelsen, Lykke mv. samt spillefilm såsom: Pusher, Adams æbler, Far til fire, Hævnen m.fl.

## Eksterne links
- Dennis Albrethsen på Internet Movie Database (engelsk)
- Dennis Albrethsen på Filmdatabasen
- Dennis Albrethsen på Filmdatabasen
- Dennis Albrethsen på danskefilm.dk
- Dennis Albrethsen på danskfilmogtv.dk
- Dennis Albrethsen på AlloCiné (fransk)
- Dennis Albrethsen på AllMovie (engelsk)
- Dennis Albrethsen på The Movie Database (engelsk)
- DR's Forbrydelsen Arkiveret 28. oktober 2007 hos  Wayback Machine
- Den Danske Filmskole Arkiveret 6. november 2020 hos  Wayback Machine
- Stuntman Dennis Albrethsen Arkiveret 18. september 2012 hos  Wayback Machine
- Psykolog Dennis Albrethsen Arkiveret 22. september 2012 hos  Wayback Machine